# Søgårdlejren
 For alternative betydninger, se Søgård. (Se også artikler, som begynder med Søgård)
 Ikke at forveksle med Søgård (by).
Søgård er en tidligere herregård i Kliplev Sogn, Lundtoft Herred, Aabenraa Amt i det tidligere hertugdømme Slesvig. I dag indgår resterne af herregården i Hjemmeværnets træningslejr Uddannelsescenter Søgårdlejren.

## Tidligste historie
Kliplev betegnes i Kong Valdemars Jordebog som kongelevsområde, altså en form for krongods, og kom på de slesvigske hertugers hænder i begyndelsen af 1300-årene, hvorefter området indgik i de adelige godsdistrikter. Der blev opført en gård ved Store Søgård Sø, deraf navnet. Den ældst kendte lensmand på Søgaard, Johan Lembek, fik i 1344 Lundtoft Herred i pant af hertug Valdemar. Senere overgik gården til Lembeks broder, Lyder Lembek. Søgaard blev herefter et befæstet hus af militær betydning, hvilket vil sige en borg med garnison.
I dag er der kun få spor af anlægget tilbage, da ingeniørtropperne i 1847 anlagde en landevej henover resterne. Man kan dog finde svage voldaftegninger vest for landevejen og volde og murrester øst for landevejen.
Den gamle borg lå på en holm i søens nordøstlige vig. Borgen har efter al sandsynlighed oprindeligt haft form af et tårn på holmens midte med et pæleværk eller mur omkring. Formentlig ca. 1480 blev dette afløst af et stenhus. Omkring 1550 var der tale om et firelænget anlæg med port igennem det nordlige hus. Der har måske også hørt et voldsystem eller en bastion i det sydvestlige hjørne til Søgaard.

## Søgaard under Ahlefeldterne
Fra 1398 optræder Ahlefeldterne i Søgårds historie. Slægten stod oprindelig i et troskabsforhold til hertugerne, men Benedict II gik over til Kong Valdemar. Han døde i 1360, og hans søn Benedict III fortsatte slægtens loyalitet over for kongen og blev én af 5 betroede riddere, til hvem kongen overlod landets styre under sin udenlandsfærd. Fra den tid var Søgaard en af Ahlefeldtslægtens sædegårde, og Benedict må efter al sandsynlighed have erhvervet lenshøjheden over området. Søgaard blev i de følgende år centrum i en samling af godser, der blev Slesvigs største. Fra Ahlefeldtslægten udgik en omfattende række af den danske hærs dygtige officerer. 
Under Torstenson-krigen i 1643 blev Søgaard effektivt forsvaret mod den svenske general Lennart Torstenson, der skød bygningen i grus med artilleri for senere at brænde resterne af. Herregården blev ikke genopbygget, og familien flyttede til Grøngrøft. Sten fra den gamle hovedbygning blev i stedet brugt til at opføre det nye Gråsten Slot.
Den sidste Ahlefeldt på Søgaard var gehejmeråd Carl Ahlefeldt. Hans våbenskjold blev fundet på loftet af Søgaard, da Hæren skulle bygge om. Det blev overdraget til Nationalmuseet, mens en kopi blev udfærdiget og findes på Søgaard. Ahlefeldt døde i 1722. Det kom da for dagens lys, at boet var insolvent, og store godsmængder blev i 1725 solgt på tvangsauktion. Dermed deltes Søgaard og Gråsten, men også de mange store gårde som Fiskbæk, Kiding, Ballesgård, Skovbølgård, Bojskov, Ladegård, Grøngrøft, Stoltelund, Kelstrup, Årup og Årtoft.

## Skiftende ejere
Søgaard blev erhvervet af landråd Godske von Thienen, og i 1786 overtog dennes halvbroder grev Werner von der Schulenburg (1736-1810), der var søn af den danske feltmarskal Werner von der Schulenburg (1679-1755), der havde været chef for Den kongelige livgarde til Hest.
Søgaard blev ikke beboet af de senere herskaber, og driften blev lagt i hænderne på skiftende godsforvaltere. I Schulenburgs tid var selvstændiggørelse af bønderne en prioritet. De blev udparcelleret, og der blev indført arvefæste og selveje, ligesom hoveriet blev afløst af pengeafgift. Schulenburgs enke bestemte i sit testamente, at restgæld og afgiftsrestancer skulle eftergives.
Den næste ejer boede i Brandenburg, så godsinspektøren, Thullesen, fik på mange måder betydning. Han dyrkede runkelroer og raps, ligesom han lod megen skov plante.
I 1838 blev Søgaard solgt til advokat Friederich Güntzel, der samme år opførte den nye bygning, en enetages bygning på grundmuret høj sokkel, som i dag danner grundlag for det nuværende Søgaard.
Amtmanden i Aabenraa Amt E.S.E. Heltzen overtog i 1854 Søgaard. Alle gamle retslige og forvaltningsmæssige rettigheder og forhold til omgivelserne – bortset fra patronatet for Kliplev Kirke – blev afløst. I 1858-60 blev hovedbygningen udvidet, og der blev sat kamtakkede kviste med runde blændinger på taget og tilføjet en vestlig tværfløj opført i 2 etager.
I 1863 opførte bygmester Callesen et brænderi til fremstilling af Bommerlunder-snaps, men brænderiet nedbrændte og produktionen blev flyttet til Flensborg.

## Søgaard under tysk overhøjhed efter 1864
Ved Slesvigs indlemmelse i Preussen efter 1864 tog fortyskningen af det tabte land til, hvilket bl.a. gav sig udslag i kamp om ejerskab af jord. Som et tysk initiativ så man Nybyggerforeningen, der oprindelig var en privat organisation, men som fra omkring 1900 blev bakket op af den preussiske stat.
Den sønderjyske modstand udeblev ikke. Den 5. oktober 1898 dannedes Oktoberforeningen, der bestod af kongerigske mænd med tilknytning til Sønderjylland. Blandt stifterne var landstingsmand og godsejer Villars Lunn, der havde ægtet en datter af borgmesteren i Aabenraa. Villars Lunn blev senere ejer af Søgaard.

## Søgaard kommer på danske hænder
Trøjborg Slotsruin ved Tønder og Søgaard blev begge sikret på danske hænder i 1906. Søgaard blev erhvervet af bankdirektør Axel Heide. En lærer ved navn Schmidt rejste på Oktoberforeningens vegne rundt for at finde landbrugskyndige personer, der kunne bestyre de nyerhvervede gårde. Lærer Schmidt havde fundet den dygtige godsforvalter Raben, der blev ansat på Søgaard.[kilde mangler]
Da Albertisagen og den efterfølgende bankkrise indtraf i 1908, kunne Heide ikke længere økonomisk magte at drive Søgaard. Villars Lunn, godsejer og landstingsmand overtog derfor Søgaard med Raben som bestyrer. I sin dagbog har Villars Lunn den 13. juni 1910 anført: "2 – 3 timers handel hos advokat Ravn klarede sagen godt, så vi fik en fornuftig købekontrakt, hvor der er gjort enhver anstrengelse for at hindre, at Søgaard skal kunne blive tysk"[kilde mangler]. Villars Lunn beholdt Søgaard med Raben som bestyrer resten af året, hvor det lykkedes at finde en udvej for, at Raben kunne overtage godset.

## Omdannelse til militærlejr
Raben beholdt gården indtil 1934, hvor Krigsministeriet via Statens Jordlovsudvalg erhvervede den. Da Hærens Bygningstjeneste overtog stedet, manglede der imidlertid bygningskapacitet og relevante faciliteter. På herregårdens gamle sokkel blev der derfor rejst et større hus, det nuværende, hvorved man søgte at bevare stilen fra den gamle hovedbygning. Den gamle vestfløj blev bevaret uændret, og en ny østfløj blev føjet til. Kaptajn Valdemar J.F. Wulff fra Ingeniørkorpset forestod byggeriet.
Af den gamle gård er kun den gamle lade fra 1780 bevaret. Den blev fredet i 1927. 
Den gamle avlsgård er bygget i 1919, men af bygningstjenesten omdannet til belægningsstuer og senere til depoter. Den nye kasernebygning stammer fra 1936-37. En gymnastiksal blev tilføjet i 1939.
Den 9. april 1940 var Søgaard udgangspunkt for størstedelen af de enheder, der i Sønderjylland kæmpede for Danmark. De samvirkende danske Forsvarsbroderselskaber har til minde om de danske soldater, som faldt for Danmark, rejst en obelisk, der står ved det vejkryds, som forbinder vejene til de steder, hvor soldaterne kæmpede: Hokkerup, Lundtoftbjerg, Bredevad, Bjergskov og Sønder Hostrup.
Haven er i sin oprindelige stil fransk. Heraf er kun lindealleen bevaret. Såvel lindealleen som bredderne af Store Søgård Sø og Lille Søgård Sø er fredede.

## Modtagecenter for flygtninge
I november 2015 vedtog den danske regering at inddrage lejren til brug som modtagecenter for op til 4.000 flygtninge i forbindelse med den stor stigning i antallet af flygtninge, som kom til Europa herunder Danmark. 
Lejren hører dog stadig under Forsvarets Bygningstjeneste.